# Bolesław Wodecki
Bolesław Wojciech Wodecki (ur. 25 kwietnia 1897 w Iłży, zm. 3 stycznia 1940 w Łodzi lub w Warszawie) – major piechoty Wojska Polskiego.

## Życiorys
Urodził się w Iłży w rodzinie Marcelego i Marianny, z domu Jakubowskiej. Ukończył Szkołę powszechną w Iłży oraz gimnazjum w Radomiu. W 1914 r. W wieku 17 lat rozpoczął naukę w 1. Rosyjskim Korpusie Kadetów Księcia Konstantina Konstantynowicza w Kijowie, którą ukończył w stopniu chorążego (praporszczyk) w 1917 r. W 1918 r., awansowany do stopnia podporucznika, rozpoczął służbę w 3 pułku ułanów wchodzącym w skład Dywizji Ułanów I Korpusu Polskiego w Rosji gen. Józefa Dowbora-Muśnickiego.
Od roku 1919 związany z 29. pułkiem Strzelców Kaniowskich w Kaliszu, początkowo jako dowódca pułkowego plutonu pionierów a następnie, od 1923 r. pułkowego plutonu łączności. Walczył w wojnie polsko – bolszewickiej w szeregach 29 pSK, podczas której został ranny. W latach 1928–1934 był wykładowcą w Szkole Podchorążych Piechoty w Komorowie – Ostrowi Mazowieckiej. W 1935 r. ukończył kurs dowódcy batalionu w Centrum Wyszkolenia Piechoty Rembertowie. W latach 1936–1937 dowodził Dywizyjnym Kursem Podchorążych Rezerwy 25 Dywizji Piechoty przy 29 pułku Strzelców Kaniowskich w Szczypiornie pod Kaliszem. W okresie od 20.11.1937 r. do 02.05.1938 r. pełnił obowiązki dowódcy III batalionu 29 pSK. Na stopień majora został mianowany ze starszeństwem z 19 marca 1939 i 38. lokatą w korpusie oficerów piechoty. W samym czasie objął dowództwo III batalionu 29 pSK.
Uczestnik kampanii wrześniowej, walczył m.in. w Bitwie nad Bzurą, Bitwie pod Młocinami/Placówką oraz w obronie Warszawy.
W bitwie pod Młocinami/Placówką – Warszawskie Termopile –  I batalion 30 pSK mjra Bronisława Kamińskiego i III batalion 29 pSK mjra Bolesława Wodeckiego, w całodziennym boju i za cenę rozbicia obu batalionów, umożliwiły przedarcie się jednostek Armii Poznań i Armii Pomorze do Warszawy. W bitwie tej mjr Wodecki został ranny w prawe przedramię.
Żonaty z Jadwigą Wodecką ze Szczepańskich, miał dwoje dzieci: Włodzimierza (1928-1988) i Krystynę (1934-2009).

## Służba Wojskowa
- 1914 – 1917 r. pchor. – 1 Rosyjski Korpus Kadetów Księcia Konstantina Konstantynowicza w Kijowie
- 1917 r. – armia rosyjska
- 1918 r. – 3. pułk ułanów w 1. Korpusie Polskim w Rosji gen. Dowbora-Muśnickiego
- 1919 r. – dowódca plutonu pionierów w 29.pSK
- 1922 r. – dowódca plutonu łączności w 29.pSK
- 1925 r. – dowódca kompanii w 29.pSK
- 1928  – 1934 r. – dowódca kompanii i wykładowca w Szkole Podchorążych Piechoty w Ostrowi Mazowieckiej – Komorowie.
- 1935 r. – na kursie dowódców batalionu w Centrum Wyszkolenia Piechoty w Rembertowie
- 1936-1937 r. – komendant Dywizyjnego Kursu Podchorążych Rezerwy 25 Dywizji Piechoty w Szczypiornie
- 20.11.1937 r. – 02.05.1938 r. po. dowódcy III batalionu
- od 05.1938 r. dowódca III batalionu w 29.pSK

## Awanse
- 1917 r. – chorąży (praporszczyk) w armii rosyjskiej
- 1918 r. – ppor.
- 1919 r. – por. –  starszeństwo z dn. 01.06.1919 r.
- 1931 r. – kpt. – starszeństwo z dn. 01.01.1931 r.
- 1939 r. – mjr – starszeństwo z dn. 19.03.1939 r.
- ppłk – pośmiertnie

## Odznaczenia
- Medal Zwycięstwa (za I wś)
- Odznaka za Rany i Kontuzje
- Krzyż Walecznych (za wojnę polsko-bolszewicką)
- Srebrny Krzyż Zasługi
- Medal Pamiątkowy za Wojnę 1918–1921
- Medal 10-lecia służby – brązowy
- Srebrny Medal za Długoletnią Służbę
- Krzyż Walecznych (za obronę Warszawy)
- Order Virtuti Militari V klasy nr DK-0365 (pośmiertnie)

## Upamiętnienie
- Grób w kwaterze wojskowej (10B-1) na Cmentarzu Wojskowym na Powązkach w Warszawie.
- Grób na cmentarzu św. Antoniego przy ul. Solec w Łodzi.
- Tabliczka pro memoriam na nagrobku rodzinnym na Cmentarzu Miejskim w Kaliszu przy ul. Górnośląskiej.

## Kontrowersje związane z miejscem i okolicznościami śmierci
Niejasne są okoliczności śmierci oraz miejsce pochówku Bolesława Wodeckiego. Według oficjalnych dokumentów zmarł 3 stycznia 1940 r. na skutek odniesionej rany w szpitalu w Łodzi. Jednak według informacji PCK Bolesław Wodecki zmarł w Szpitalu Ujazdowskim w Warszawie również 3 stycznia 1940 roku.